# Gustaf Lillie
Gustaf Helmer Lillie, född 1639 i Stralsund, död 1684 i Schlesien, var en svensk greve och militär.

## Biografi
Gustaf Lillie var son till greve Axel Lillie (Gustafsson) och Christina Mörner, dotter till Otto Helmer Mörner. Sedan han 1648 inskrivits vid Greifwalds universitet, värvades han 1655 till svenska militären såsom kornett vid Livkompaniet.
I egenskap av gardesöverste kom han i kontakt med det svenska hovet och var uppskattad av änkedrottningen Hedvig Eleonora. Vid hovet fanns under uppfostran den unga Juliana av Hessen-Eschwege, som av änkedrottningen utsetts till blivande drottning och maka till Karl XI. Fastän Gustaf Lillie var gift och var far till fyra barn – hustrun var Anna Wachtmeister af Björkö – uppvaktade han den blivande kungagemålen och gjorde henne med barn. När detta blev känt, 1672, utvisades han ur riket. Det utomäktenskapliga barnet, Gustaf Gustafsson Lillie, blev fosterson hos friherre Gustaf Adolf von der Osten genannt Sacken. Av de äkta barnen blev en dotter hovfröken och gift Palmfelt, medan de båda sönerna var ogifta och stupade i krig. Den yngre av dessa, Gustaf Adolf, dog i Poltava och slöt Gustaf Lillies gren av ätten Lillie.
Greve Lillie avled 1684 i Schlesien, men ligger begravd i familjegraven i Kimstads kyrka i Östergötland.